# Danh sách quận và huyện của Daegu
Phân cấp hành chính chính của Daegu bao gồm gu, hoặc quận, và một gun, hoặc huyện.

## Đơn vị hành chính

| Quận·Huyện   | Hangul    | Hanja     | Mật độ    | Dân số (người) | Diện tích (km2) |
| ------------ | --------- | --------- | --------- | -------------- | --------------- |
| Jung-gu      | 중구      | 中區      | 40,749    | 80,199         | 7.06            |
| Dong-gu      | 동구      | 東區      | 159,422   | 339,530        | 182.15          |
| Seo-gu       | 서구      | 西區      | 81,116    | 159,827        | 17.32           |
| Nam-gu       | 남구      | 南區      | 76,401    | 141,519        | 17.43           |
| Buk-gu       | 북구      | 北區      | 192,697   | 430,912        | 93.99           |
| Suseong-gu   | 수성구    | 壽城區    | 171,480   | 411,553        | 76.54           |
| Dalseo-gu    | 달서구    | 達西區    | 235,883   | 536,989        | 62.37           |
| Dalseong-gun | 달성군    | 達城郡    | 113,125   | 263,162        | 428.36          |
| Gunwi-gun    | 군위군    | 軍威郡    | 13,693    | 23,340         | 614.31          |
| Tổng cộng    | Tổng cộng | Tổng cộng | 1,084,566 | 2,387,031      | 883.57          |